# Dobor Grad
Dobor Grad je drevni grad u Usori, u Bosni, a nalazi se nekoliko kilometara južno od Modriče, s lijeve strane rijeke Bosne, na brdu Vučjaku. 

## Povijest
Osnovao ga je hrvatski ban Ivaniš Korvin. 
Zbog upletenosti bosanskih i hrvatskih velikaša u dinastičke ratove u Hrvatsko-Ugarskoj, grad se našao usred tog sukoba kao poprište nekoliko bitaka (1394., 1397.).
Najteže posljedice bile su 1408. godine, zbog sukoba oko ugarsko-hrvatskog prijestolja zapalio ga je ugarski kralj Žigmund Luksemburški. Tada je pobijen velik broj bosanskog plemstva, 170 plemića platilo je glavom svoju pobunu protiv budimskog dvora. U Bosni je tada vladao Stjepan Dabiša.
U srednjem vijeku, Dobor Grad je bio izrazito važan za sjeverni dio Usore, pa kasnije i za Jajačku i Srebreničku banovinu. Omogućavala je strateški položaj nad dolinom Bosne i povezivanje srednje Bosne prema Savi. Tada dobiva svoj prepoznatljiv oblik s visokom kamenom kulom i manjima na uglovima bedema od 18 metara.
U jeku turskih prodora, 1449. godine, u Dobor Gradu održava se vijeće bosanskog kralja Stjepana Tomaša s mačvanskim banom Ivanom od Korođa kako bi dogovorili zajednički otpor janjičarskim četama. 13. lipnja 1457. godine, kralj Stjepan Tomaš se tu sastao i s izaslanicima rimskog pape i Mletaka u nadi da će i srednja Europa pomoći obrani Bosne. Od 1470. god. Dobor Grad je u vlasništvu plemićkog roda Berislavića, sve do početka 16. stoljeća.
Srebrenička banovina pala je u turske ruke 1512. godine i od tada je snažna turska vojska redovito opsjedala Dobor Grad s istoka. Već 1536. godine pao je pod tursku upravu, a time i cijela bosanska Posavina.
Nakon osvajanja Turci su obnovili tvrđavu i tu zasnovali važnu vojnu postaju koja je nadzirala putove dolinom rijeke Bosne.
Turci su u Doboru imali posadu sve do 1716., kad je tvrđavu uništila i zauzela austrijska vojska. Nakon toga se vojska nije više vratila i utvrda gubi svoj značaj. 
Skoro tri stoljeća, ova utvrda stoji napuštena i od nje je ostala samo moćna kula koja dočeka kakvog slučajnog prolaznika.

## Poveznice
- Povijest Bosne i Hercegovine
- Bobovac
- Sokol Grad
- Vranduk